# Gos aixecador

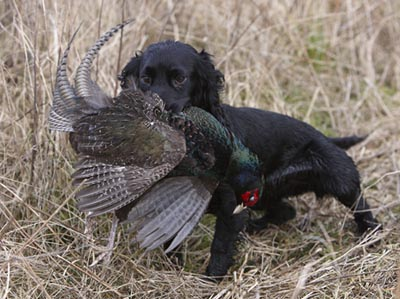
Cocker spaniel porta un faisà.

Gos aixecador fa referència a un tipus de gos de caça entrenat per treure a les preses del seu amagatall, principalment aus, trobant-les primer i portant-les des del seu amagatall fins a un lloc on el caçador pugui capturar-la.
Els gossos aixecadors són diferents d'altres tipus de gossos de caça com els gossos de mostra, els qui romanen en el lloc després de localitzar a la presa o els cobradors, que porten a la presa fins al caçador una vegada que aquest ha disparat i la peça està ferida o morta.
Algunes races de gos han estat criades perseguint la seva habilitat per a l'aixecament de preses, com els cockers i altres spaniels, no obstant això, en altres casos s'entrena a altres tipus de gossos de caça per fer la funció d'aixecadors, especialment als cobradors.
La major part dels gossos aixecadors són molt amigables i, per tant, excel·lents companys i mascotes. Els gossos spaniels són especialistes a fer aixecar el vol a les aus, històricament abans que apareguessin les armes de foc, quan eren utilitzats per a la caça amb falcons. En llocs on la caça està amagada és necessari un gos que faci volar a les aus.